# Piotr Jabłkowski
Piotr Krzysztof Jabłkowski (Opole, 1958. március 10. –) olimpiai ezüstérmes lengyel párbajtőrvívó.